# Steve Paxton
Pour les articles homonymes, voir Paxton.
Œuvres principales
Satisfyin Lover, Magnesium, Contact Improvisations, Goldberg Variations, PA RT, Beast
Répertoire
Contact Improvisation, Material for the Spine
Steve Paxton est un danseur, chorégraphe, improvisateur et pédagogue américain né le 21 janvier 1939 à Tucson (Arizona) et mort le 20 février 2024 à Madbrook Farm, East Charleston dans le Vermont.
Danseur et interprète de José Limón et de Merce Cunningham au début des années 1960, il a ensuite contribué à la fondation de plusieurs mouvements collectifs : le Judson Dance Theater, Grand Union et le Contact Improvisation, une forme d'art-sport aujourd'hui pratiquée dans de nombreux pays. Improvisateur, il a collaboré avec de nombreux artistes, comme Robert Rauschenberg, Trisha Brown, Yvonne Rainer, Deborah Hay, Simone Forti, Nancy Stark Smith, Lisa Nelson, ou plus récemment Mark Tompkins, Boris Charmatz, ou encore Vera Mantero.
Ses recherches l'ont notamment mené à développer une pratique somatique, Material for the Spine, ainsi qu'à l'écriture de nombreux articles et ouvrages, en grande partie publiés par Contact Quarterly (aux États-Unis) et Contredanse (en Belgique).

## Biographie

### Judson Dance Theater
Après avoir étudié la gymnastique et la danse moderne en Arizona, Steve Paxton déménage à New York pour entrer dans la compagnie de José Limón en 1959, puis rejoint celle de Merce Cunningham en 1961. À New York, il est l'un des membres-fondateurs du Judson Dance Theater, où il contribue aux côtés de danseuses et chorégraphes telles que Trisha Brown, Yvonne Rainer, Deborah Hay, Simone Forti, Lucinda Childs, et bien d'autres, aux débuts de la « danse post-moderne » américaine.

Dans ses pièces des années 1960, Paxton explore notamment ce qu'il baptise du nom de pedestrian movements, c'est-à-dire les mouvements ordinaires du piéton urbain: la marche et l'assise (Satisfyin Lover, 1967), la posture érigée (State, 1968), le s'habiller/se déshabiller (Flat, 1964), le sourire (Smiling, 1969), etc. Le meilleur résumé de ces explorations piétonnes en est donné par Robert Ellis Dunn, le compositeur élève de John Cage, qui fut à l'origine du Judson Dance Theater : 
« Les pièces [de Steve Paxton], dit-il, était si ouvertes et si lentes et si dépourvues d'aspects psychologiques... on pouvait sentir nos nerfs se tendre pour les regarder. Elles étaient totalement ouvertes et absolument irréductibles à tel ou tel sens. C'étaient des danses où Steve était, solidement, avec entêtement, occupé à faire les choses telles qu'on les fait. Il y avait cette sorte d'atmosphère non-psychologique, ou anti-psychologique, et je ne sais pas si c'était de la provocation, ou au contraire une totale absence de provocation, qui vous plaçait dans une sorte d'angoisse: vous ne pouviez pas mettre le doigt sur ce que vous voyiez, sur la formule qui était utilisée. Tout ce que vous pouviez faire, c'était regarder ce qui se passait, les éléments fondamentaux de la danse, du théâtre, de la lumière, de l'espace, du son. Il n'y avait rien à quoi vous accrocher. Tout ce que vous pouviez faire, c'est vous laisser traverser par elles. » (Robert Dunn en 1970, cité in Bigé 2019, p. 21)
Aux côtés de ces explorations piétonnes, Paxton consacre bon nombre de ses pièces à une critique de l'idéologie militariste et de la politique répressive du président Nixon: il collabore avec des anciens combattants de la guerre du Vietnam (Collaboration with Winter Soldier, 1971), crée une pièce pour accompagner les débats télévisés autour du scandale du Watergate (Air, 1973), et produit une pièce sur la censure après s'être vu interdit une représentation de Satisfyin Lover qui avait été conçue pour que 42 personnes rousses traversent, nues, la scène d'un théâtre universitaire à New York (Intravenous Lecture, New York University, 1969).
Une partie de son œuvre s'intéresse également aux représentations pornographiques: Flat (1964), l'une de ses toutes premières pièces est littéralement un strip-tease ralenti; Beautiful Lecture (1968) compare deux vidéos, le Lac des cygnes dansé par les Ballets Russes, et un film porno hétérosexuel très explicite. Paxton achève cette dernière pièce par une question qui résume sa critique des constructions narratives hétéropornographiques :
« Pourquoi en Occident sommes-nous tellement obsédés par l’orgasme? »

### Grand Union et leContact Improvisation
En 1970, Steve Paxton s'installe à Mad Brook Farm, une communauté d'artistes et d'agriculteurs dans le Nord du Vermont (où il vivra jusqu'à sa mort). Il continue de participer à la création de diverses aventures collectives, dont Grand Union, un collectif d'une dizaine de chorégraphes qui réunit notamment Becky Arnold, Barbara Lloyd (Dilley), Douglas Dunn, David Gordon, Yvonne Rainer, Trisha Brown, Dong et Nancy Green, collectif qui présente, pendant plusieurs années, des spectacles entièrement improvisés de plusieurs heures.

En janvier 1972, à l'occasion d'une résidence de Grand Union à Oberlin College, il chorégraphie Magnesium : une série d'improvisations où de jeunes athlètes et danseurs de ses étudiants sont invités à tester collisions, chutes, et sauts dans les airs. Quatre mois plus tard, en juin 1972, ces explorations donnent lieu à Contact Improvisations, une installation-performance dans une galerie d'art new-yorkaise où Paxton réunit une vingtaine de collègues, d'amis et d'anciens étudiants pour explorer le corps-réflexe des danseurs dans un état adrénalisé par la chute et entraîné à y survivre par différentes techniques empruntées au yoga, à l'Aïkido et à la danse moderne.
Baptisée Contact Improvisation, cette forme ressemble à la lutte, au jitterbug, à la baise, à un roulé-boulé et à la jongle. Pourtant, aucune de ces formes ne permet de décrire l’autre ; et aucune ne permet de décrire cette danse. [...] Ce qui nous amène à l’aspect non-physique de cette danse : un état d’être ou d’esprit qui soutient à la fois la dépendance et l'indépendance des deux danseurs. [...] C’est un état d’abandon: la confiance en soi et dans l’autre doit être totale. La capacité à s’entraider ou à se prendre en charge soi-même doit constamment être disponible : par le mouvement constant, on recherche une aisance mutuelle à l’intérieur d’un changement mutuel constant. Le danseur n’y a de poids que pour le donner, jamais pour le posséder.
De ces interrogations, découle ce qui se qualifie rapidement comme un art-sport: le Contact Improvisation, que Paxton entreprend d'enseigner aux côtés de Nancy Stark Smith, Daniel Lepkoff, Nita Little, Lisa Nelson et de nombreux autres partenaires, tant aux États-Unis qu'en Europe, où il est aujourd'hui pratiqué par de nombreux danseurs, amateurs et professionnels.

### Material for the Spine

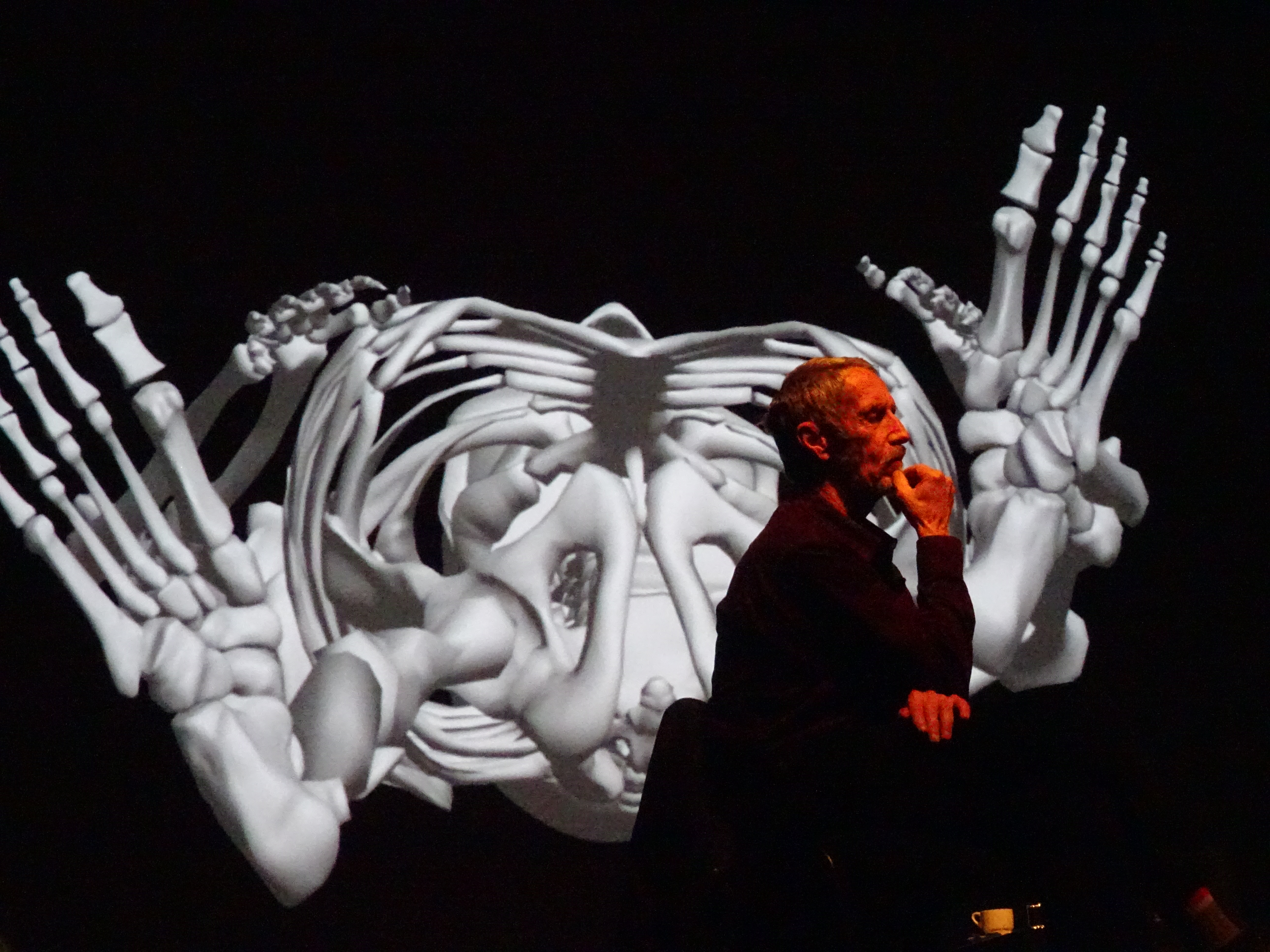
Steve Paxton à Culturgest, Lisbonne en 2018. Derrière lui, une image de Material for the Spine (Contredanse, 2008).

À partir de 1986, Paxton se retire de l'enseignement du Contact Improvisation pour se consacrer au développement de Material for the Spine, une pratique somatique qui présente une synthèse des différents principes découverts dans ses pratiques de l'aïkido, du Contact Improvisation et de différents puzzles qu'il développe notamment au cours d'un travail effectué avec des personnes mal-voyantes au sein de Touchdown Dance avec Mary Fulkerson. Comme le souligne Paxton:
Il s'agissait, grâce à des exercices, de stimuler l'imaginaire idéokinétique en lui fournissant des exemples clairs, de susciter une attention aux sensations intérieures, d'appréhender ces moments dans lesquels l'usage révèle les opérations à l’œuvre dans les os et dans les connexions musculaires qui s'étirent du bassin jusqu'aux bouts des doigts, en se rendant sensible à ces chemins énergétiques subtiles que l'Orient a appelé Ch'i ou ki.
En 2008, la maison d'édition Contredanse, sous l'impulsion de sa fondatrice Patricia Kuypers, et en collaboration avec Baptiste Andrien et Florence Corin, réalise Material for the Spine: Une étude pour le mouvement, DVD-Rom aujourd'hui transformé en site web sur lequel on trouve plusieurs heures de vidéos et d'exercices démontrant certains principes fondamentaux du geste en relation avec la colonne vertébrale et la gravité. Les images tournées pour la réalisation du DVD sont réemployées pour une installation, la Phantom Exhibition (2009), et une sélection d'aphorismes est extraite et éditée sous la forme d'un court volume, La Gravité publié par Contredanse en 2018.

### Bach et Lisa Nelson
En parallèle au développement de Material for the Spine, Steve Paxton poursuit son travail d'improvisateur, notamment avec les Goldberg Variations by J.S. Bach played by Glenn Gould (1986-1991), puis Some English Suites (1991-2005), deux décennies d'explorations consacrées à la musique de J.S. Bach. Il produit également des solos plus personnels, mêlant chorégraphie et improvisation, comme Bound (créé en 1982) et Ash (créé en 1997), pièces de nature quasi auto-biographiques, en lien d'un côté avec la guerre, contre laquelle Paxton a protesté dans les années 1960, et de l'autre avec la figure du père de Paxton, auquel Ash rend un hommage posthume.
Paxton développe par ailleurs avec Lisa Nelson une série de duos, dont PA RT (1978-2002), qu'ils dansent sur l'opéra Private Parts de Robert Ashley, et Night Stand (2004-2013), collaborations qui exercent une influence majeure sur de nombreux improvisateurs contemporains. Ensemble, ils habitent à Mad Brook Farm (dans le Nord du Vermont), une communauté d'agriculteurs et d'artistes où ils vivent et cultivent la terre depuis les années 1970.

### Expositions et reprises

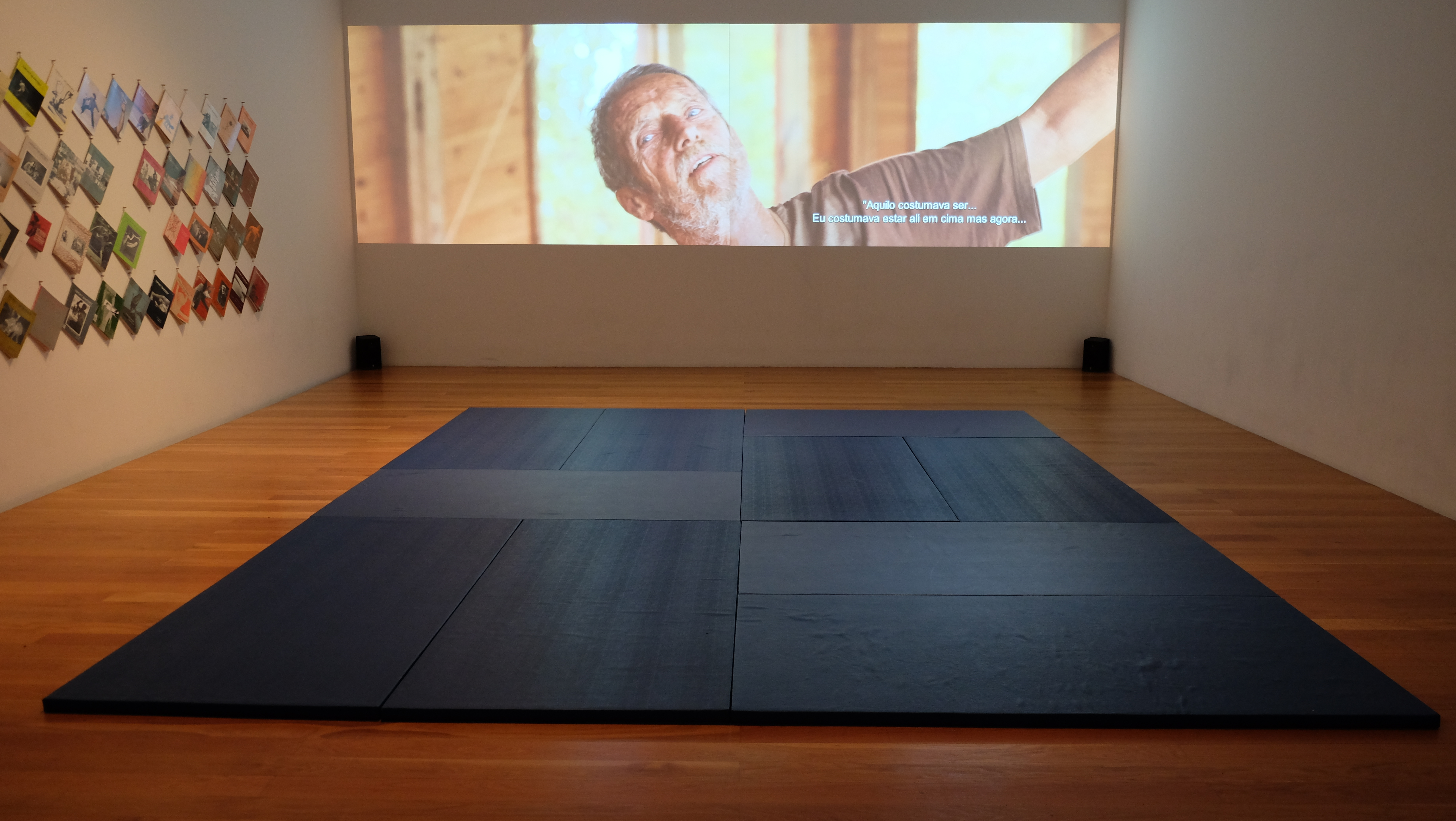
Vue de l'exposition Steve Paxton: Drafting Interior Techniques (Lisbonne, 2019).

Dans les années 2000, diverses institutions nord-américaines et européennes (Festival d'Automne à Paris, Danspace Project à New York, Dia: Beacon dans l'État de New York, Teatro da Comuna à Lisbonne) invitent Paxton à revisiter d'anciennes pièces: il reprend notamment Flat (pièce emblématique créée en 1964), Some English Suites et Ash. Au même moment, le danseur et chorégraphe américain Mikhaïl Baryshnikov reprend lui aussi Flat et Satisyfin Lover (1967) dans le cadre du projet PASTforward (2000-2001), tandis que le danseur slovène Jurij Konjar entreprend une reprise des Variations Goldberg (à partir de 2009), puis de Bound (à partir de 2013).,
En 2019, Culturgest (Lisbonne, Portugal) accueille une exposition rétrospective consacrée au chorégraphe : Steve Paxton: Drafting Interior Techniques dont le commissariat est assuré par Emma Bigé et João Fiadeiro (pt) et à l'occasion de laquelle ses œuvres des années 1960 aux années 2000 sont rassemblées sous forme de vidéos, d'images et de pratiques proposées aux visiteurs. La même année, Paxton fête son quatre-vingtième anniversaire à Bruxelles (à Bozart, TicTac Center et Charleroi Danse) où Contredanse célèbre la parution de La Gravité (2018) avec Swimming in Gravity, un événement qui rassemble danseurs et chorégraphes ayant développé aux côtés de Paxton, des outils pour l'exploration du corps improvisant.

### Mort
Steve Paxton meurt le 20 février 2024 à l'âge de 85 ans à Madbrook Farm, East Charleston, dans le Vermont.

## Œuvre chorégraphique
- 1961 : Proxy
- 1962 : Transits
- 1963 : English, Left Hand David Hayes, Word Words, Music for Word Words (avec Yvonne Rainer), Afternoon (a forest concert)
- 1964 : title lost tokyo (avec Deborah Hay), Flat, First (For Elaine), Jag Vill Garna Telefonera (avec Robert Rauschenberg)
- 1965 : Section of a New Unfinished Work, The Deposits
- 1966 : Section of a New Unfinished Work Augmented, Improvisation with Trisha Brown, Earth Interior (with Trisha Brown and Carolyn Brown), Lecture on Walking, A.A., Physical Things (inclus dans 9 Evenings of Theater and Engineering de  Billy Klüver)
- 1967 : Satisfyin Lover, Love Song, the sizes, The Atlantic, Somebody Else, Some Notes on Performance, Walkin' There
- 1968 : Audience Performance, Salt Lake City Deaths, State, Beautiful Lecture
- 1969 : Smiling, Lie Down, Pre-history, Intravenous Lecture
- 1970 : Roman Newspaper Phrase, Grand Union
- 1971 : Saint Vincent's Hospital, Collaboration with Winter Soldier
- 1972 : Magnesium, Benn Mutual (avec Nita Little), Contact Improvisations
- 1973 : Dancing, Air, You Come. We'll Show You What We Do
- 1974 : With David Moss, Romin (Aroma)
- 1975 : ReUnion
- 1977 : Backwater Twosome
- 1978 : Part (avec Lisa Nelson), Free Lance Dance, The Reading3, Asteroid
- 1979 : Current Exchange
- 1980 : Raft
- 1982 : Bound
- 1983 : Oono Home Permanent (avec Lisa Nelson)
- 1984 : 1894
- 1985 : Ave Nue, Ankle On
- 1986 : The Goldberg Variations, Audible Scenery
- 1988 : Population (with Lisa Nelson), A Large Body of Work
- 1989 : Flip Side, Suspect Terrain
- 1991 : Some English Suites
- 1994 : Long and Dream (avec Trisha Brown)
- 1996 : Excavation Continued (avec Lisa Nelson)
- 1997 : Ash, Crash Landing (avec Meg Stuart), Carbon
- 1999 : The Lisbon Group (avec Boris Charmatz, Vera Mantero, Xavier Le Roy, Silvia Real et Frans Poelstra)
- 2002 : New Work (avec le Lisbon Group)
- 2004 : Night Stand (avec Lisa Nelson) 2005: The Beast
- 2008 : Material for the Spine
- 2009 : Ave Nue (a revisionning), Phantom Exhibition (avec Contredanse)
- 2016 : Quicksand, Steve Paxton and Simone Forti in a moving conversation 2017: Tea for Three (avec Simone Forti et Yvonne Rainer)

## Publications

### Textes de Paxton (en français)
- « Esquisses de techniques intérieures », « Chute », « Transcription », dans Contact Improvisation, trad. Patricia Kuypers et al., Bruxelles, Contredanse, 1999 [lire en ligne]
- Material for the Spine, DVD, Bruxelles, Contredanse, 2008
- « Mouvements ancestraux », Repères, cahier de danse, 2015 [lire en ligne]
- « D'un pied sur l'autre », Recherches en danse, 2017 [lire en ligne]
- La Gravité, trad. Denise Luccioni, édité par Florence Corin, Baptiste Andrien, Lisa Nelson et Steve Paxton, Bruxelles, éd. Contredanse, 2018[24]

### Monographies sur son œuvre (en anglais)
- Emma Bigé (ed.), Steve Paxton: Drafting Interior Techniques, Lisboa, Culturgest, 2019 [lire en ligne][42]
- Jeroen Fabius and Sher Doruff (eds.), Paxton Ave Nue, a revisioning, RTRSRCH, vol. 5, Amsterdam: AARTII, 2011.